# Waiwerang Kota
Waiwerang Kota is een bestuurslaag in het regentschap Flores Timur van de provincie Oost-Nusa Tenggara, Indonesië. Waiwerang Kota telt 4238 inwoners (volkstelling 2010).